# Ronny Ligneel
Ronny Ligneel (Roeselare, 11 maart 1964) is een voormalige Belgische atleet, die zich had toegelegd op de lange afstand. Hij nam achtmaal deel aan het wereldkampioenschap halve marathon en behaalde daarbij eenmaal een bronzen medaille in het ploegenklassement. Hij werd eenmaal Belgisch kampioen op de marathon.

## Biografie
Ligneel werd in 1990 voor het eerst Belgisch kampioen op de marathon. Tussen 1992 en 2001 nam hij achtmaal deel aan het wereldkampioenschap halve marathon, met een zesentwintigste plaats in 1993 als beste resultaat. Samen met Guy Fays en Christian Nemeth werd hij in 2000 ook derde in het landenklassement.
Ligneel won in zijn carrière verschillende, meestal kleinere, marathons in de Benelux. In 2004 begon Ligneel te sukkelen met blessures en bleven overwinningen uit.

### Clubs
Ligneel was aangesloten bij AV Roeselare en stapte in 1997 over naar AV Toekomst.

## Belgische kampioenschappen
| Onderdeel | Jaar |
| --------- | ---- |
| marathon  | 1990 |

## Persoonlijke records
| Onderdeel      | Prestatie | Datum           | Plaats       |
| -------------- | --------- | --------------- | ------------ |
| 10.000 m       | 29.02,55  | 29 april 1995   | Sint-Niklaas |
| halve marathon | 1:02.43   | 3 oktober 1993  | Brussel      |
| marathon       | 2:13.05   | 13 oktober 2002 | Eindhoven    |

## Palmares

### 3000 m
- 1994:  BK indoor AC – 8.09,24

### 10.000 m
- 1993:  BK AC in Lommel – 29.28,62
- 1994:  BK AC in Brussel – 29.39,97
- 1995:  BK AC in Sint-Niklaas – 29.02,55

### 20 km
- 1992:  20 km van Brussel
- 1995: 5e 20 km van Brussel - 58.48

### halve marathon
- 1992: 49e WK in Tyneside – 1:03.59
- 1992:  officieus BK AC in Vorst - 1:03.12
- 1993:  BK AC in Zinnik – 1:05.29
- 1993: 26e WK in Brussel – 1:02.43
- 1994: 42e WK in Oslo – 1:03.26
- 1995: 11e halve marathon van Egmond - 1:04.58
- 1995: 76e WK in Montbéliard – 1:06.04
- 1996: 36e WK in Palma de Mallorca – 1:04.49
- 1996: 14e City-Pier-City Loop - 1:04.07
- 1997: 20e City-Pier-City Loop - 1:03.32
- 1997: 48e WK in Kosice – 1:03.14
- 1999:  BK AC in Belloeil – 1:05.29
- 2000: 28e WK in Veracruz – 1:06.49
- 2000:  landenklassement WK in Veracruz
- 2001: 63e WK in Bristol – 1:04.30
- 2002:  BK AC in Nieuwpoort – 1:05.58

### marathon
- 1990:  BK in Nijvel – 2:21.32
- 1991:  BK in Londen – 2:16.05 (56e overall)
- 1991:  marathon van Brussel - 2:18.39
- 1992: 5e Hauts de Seine in Puteaux - 2:14.57
- 1992:  marathon van Brussel - 2:17.20
- 1993:  marathon van Brussel – 2:16.14
- 1993:  Jeanne d'Arc in Rouen - 2:16.00
- 1994: 5e marathon van Eindhoven - 2:13.58
- 1995:  Westland Marathon - 2:15.40
- 1995:  marathon van Rijsel – 2:14.48
- 1996:  Westland Marathon - 2:15.48
- 1996:  Guldensporenmarathon - 2:14.38
- 1996: 9e marathon van Eindhoven - 2:15.37
- 1997: 5e Westland Marathon - 2:14.52
- 1997:  Guldensporenmarathon – 2:13.09
- 1997:  marathon van Echternach – 2:13.53
- 1997:  marathon van Antwerpen – 2:15.22
- 1998:  marathon van Naaldwijk – 2:15.40
- 1998: 4e marathon van Kosice - 2:16.25
- 1999:  marathon van Antwerpen - 2:17.51
- 2000: 4e marathon van Eindhoven - 2:13.51
- 2002:  marathon van Utrecht – 2:16.40
- 2002: 6e marathon van Eindhoven - 2:13.05
- 2003: 13e marathon van Eindhoven - 2:15.40
- 2004:  marathon van Utrecht – 2:18.28